# Zwójka (ślimak)

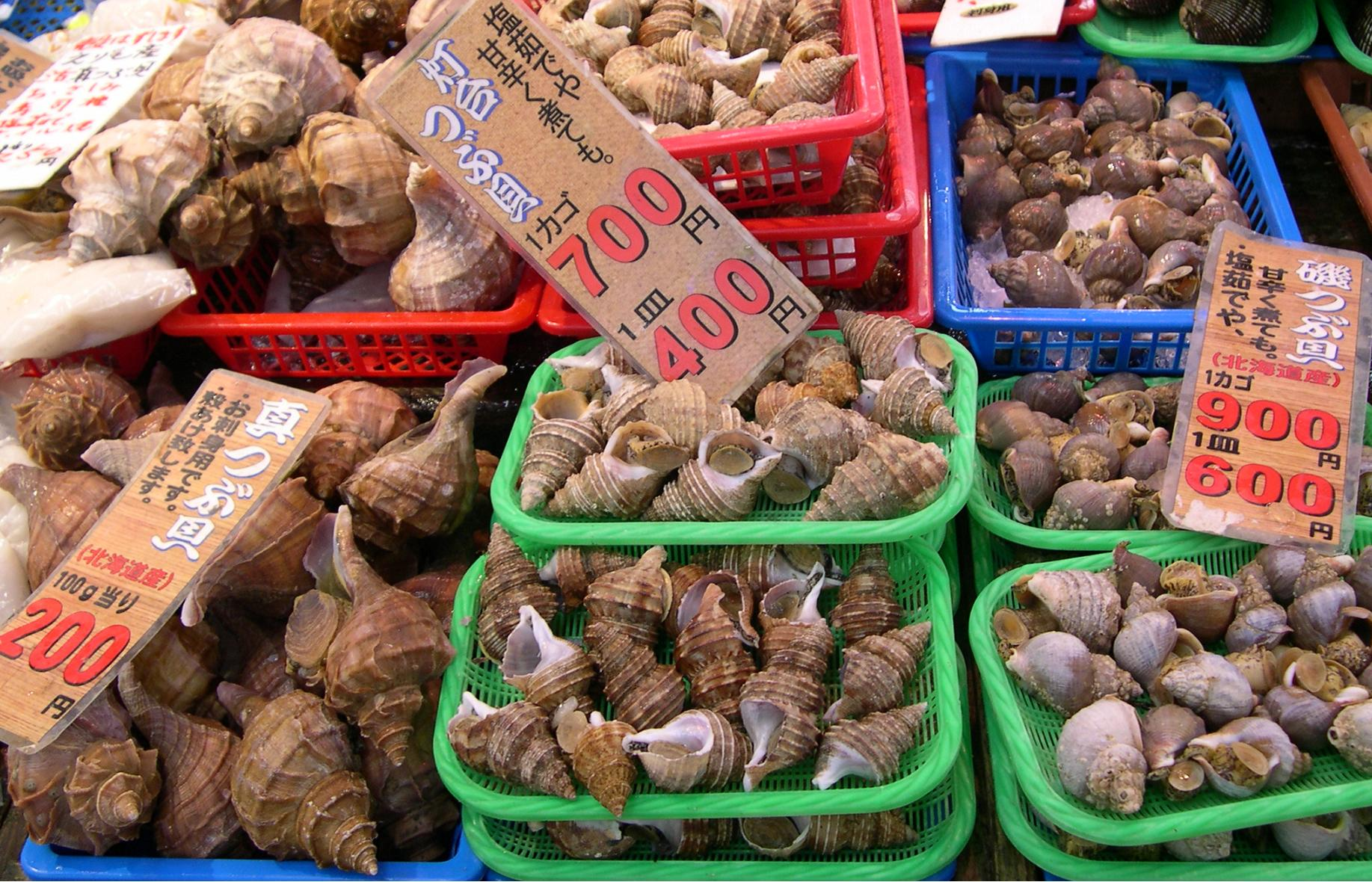
Skorupy zwójek na targu w Japonii

Zwójka – polska nazwa dwóch osiągających duże rozmiary rodzajów ślimaków morskich: Voluta oraz Busycon. Nie są one ze sobą bliżej spokrewnione (należą do innych nadrodzin).